# Docuficção
Docuficção (termo que se confunde com docudrama) é um neologismo que designa uma obra cinematográfica híbrida cujo género se situa entre o documentário e a ficção. É um género cinematográfico que procura captar a realidade “tal como ela é” (como cinema directo ou como cinema-verdade) e que ao mesmo tempo introduz na narrativa elementos irreais ou ficcionais com o intuito de reforçar a representação do real com recurso a determinada forma de expressão artística.
Mais precisamente, é um documentário contaminado por elementos ficcionais cuja adição tem lugar no momento preciso em que os acontecimentos decorrem, em tempo real, i.e. ao vivo, e em que alguém, a personagem, desempenha o seu próprio papel na vida real. É um género em expansão, adotado por um número crescente de cineastas.
O termo docuficção surgiu no início do século XXI. É vulgarmente usado em várias línguas e aceite para classificação na maior parte dos festivais internacionais de cinema  Ver: Híbridos nas Ligações Externas

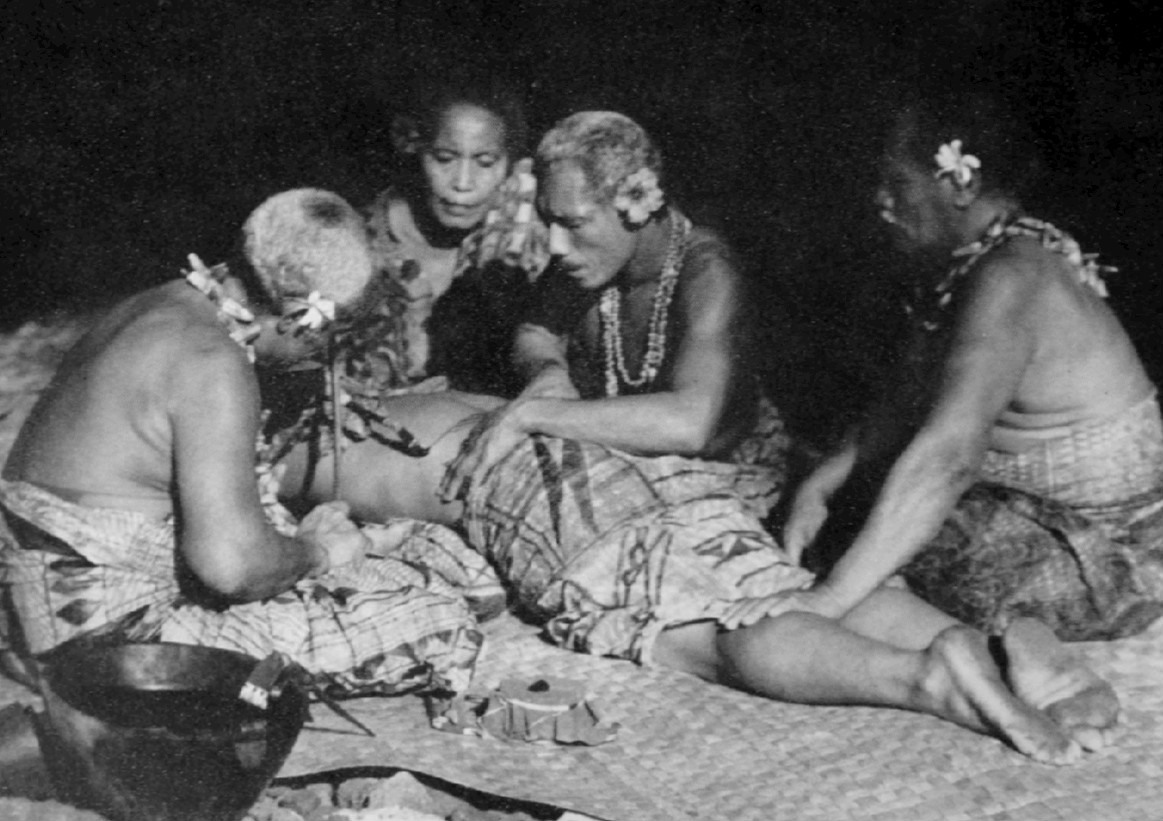
MOANA, de Robert Flaherty, primeira docuficção na história do cinema (1926)

## Docudrama
Docudrama, por outro lado, é por regra uma recriação   de acontecimentos reais em forma de documentário, num tempo subsequente aos eventos factuais que retrata. Há quem indevidamente refira docuficção como sinónimo de docudrama, tomando drama por ficção, o que é vulgar na língua inglesa. Confunde-se assim termos diferentes e o conceito torna-se ambíguo: o sentido de emoção dramática confunde-se com o de expressão fictiva. Docudrama será por isso mais adequado neste sentido: telefilmes ou recriações mediáticas que encenam acontecimentos reais e os dramatizam, muitas vezes com actores.
As televisões dos EUA recorrem com frequência também a uma forma de “falso documentário”, o mockumentary (que se traduz em francês por documenteur: documentário mentiroso), para ilustrar situações reais em estilo trocista. Um «filme ou emissão televisiva com elementos ficcionais apresentados no formato de documentário», recriados regra geral depois de eles terem ocorrido. Retratando eventos num tempo ulterior e recorrendo basicamente à narrativa ficcional é género que também não se deve confundir com docuficção.

## Conceito
Implica ainda o conceito de docuficção que documentário e ficção são géneros básicos na teoria do cinema , dado o estatuto ontológico da imagem filmada como fotografia: o duplo (a imagem filmada do sujeito) é a mesma coisa, como representação e como realidade  no documentário. Na ficção é pura representação: um actor representa outra pessoa (está para ela tal como ela está para ele), standing for , figurando a pessoa representada.
Pertencendo a ambos os géneros, sendo documentário e ficção, a docuficção é um híbrido intencionalmente equívoco que suscita questões éticas relativas à verdade.
O termo docuficção é ainda usado, com alguma frequência em inglês (docufiction), para designar uma forma de jornalismo literário : a não-ficção criativa (Creative non-fiction).

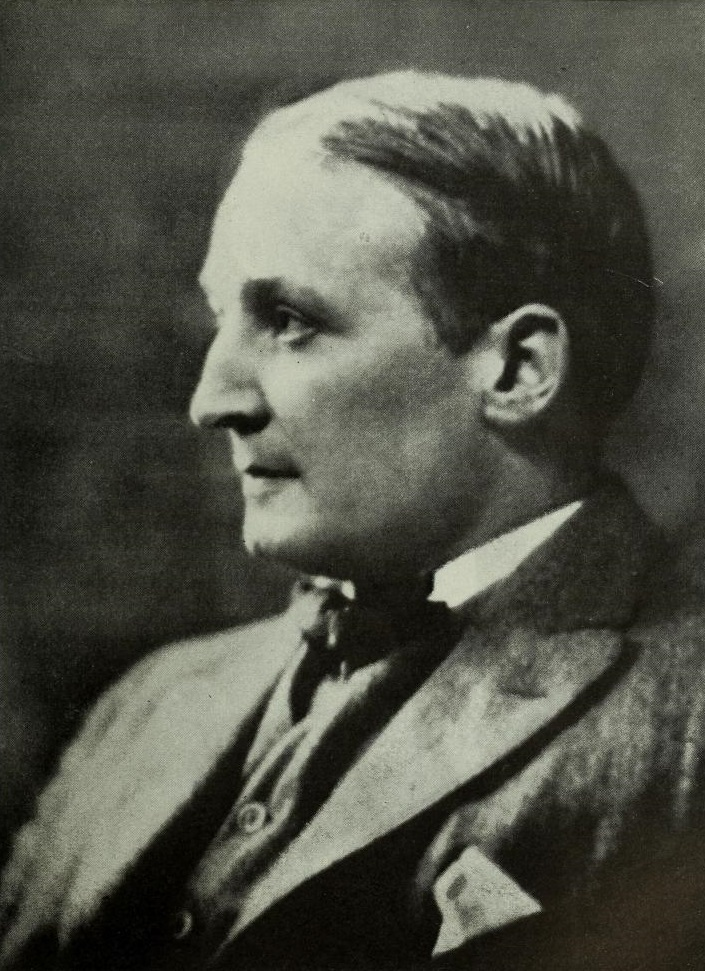
Robert Flaherty

## Origens da docuficção
Sendo um neologismo, o termo docuficção ilustra uma prática do filme documentário que existe desde Robert Flaherty   e que tem Jean Rouch como um dos seus mais representativos praticantes no Século XX.
No domínio da antropologia visual e da docuficção, a actividade inovadora de Rouch  permite considerá-lo como o criador de um subgénero designado etnoficção. Sendo precursor do género, Robert Flaherty pratica a etnoficção de modo intuitivo, sem método científico, desde “Moana”, filme posterior a Nanook, o esquimó em que Flaherty se limita a encenar acções reais para reforçar a narrativa sem ficcionar.
O termo significa: documentário etnográfico com nativos que desempenham papéis ficcionais. Fazer com que se representem a si próprios ajudará a retratar a realidade  que será reforçada com o imaginário. Um documentário não etnográfico com com elementos ficcionais pode ser designado com docuficção pelas mesmas razões.
A etnoficção é uma prática recorrente no cinema português. Leitão de Barros realiza a segunda etnoficção mundial (Maria do Mar - 1930) depois de Moana (1926), também de Flaherty.

## Primeiras docuficções por país
- 1926 –  EUA: Moana de Robert Flaherty [31][32]
- 1930 – Portugal: Maria do Mar de Leitão de Barros
- 1932 – França: O Ouro dos Mares de Jean Epstein
- 1948 – Itália: A Terra Treme  de Luchino Visconti
- 1952 – Japão: Filhos de Hiroshima de Kaneto Shindo
- 1963 – Canadá: Of Whales, the Moon and Men (fr : Pour la suite du monde) de  Pierre Perrault e Michel Brault
- 1974 – Brasil: Iracema - Uma Transa Amazônica de Jorge Bodanzky e Orlando Senna
- 1981 – Marrocos: Transes de Ahmed El Maânouni
- 1988 – Guiné-Bissau: Mortu Nega de Flora Gomes
- 1990 – Irão: Close-Up de Abbas Kiarostami
- 1991 – Finlândia: Zombie e o combóio fantasma de Mika Kaurismäki
- 2005 – Iraque: Underexposure  de Oday Rasheed

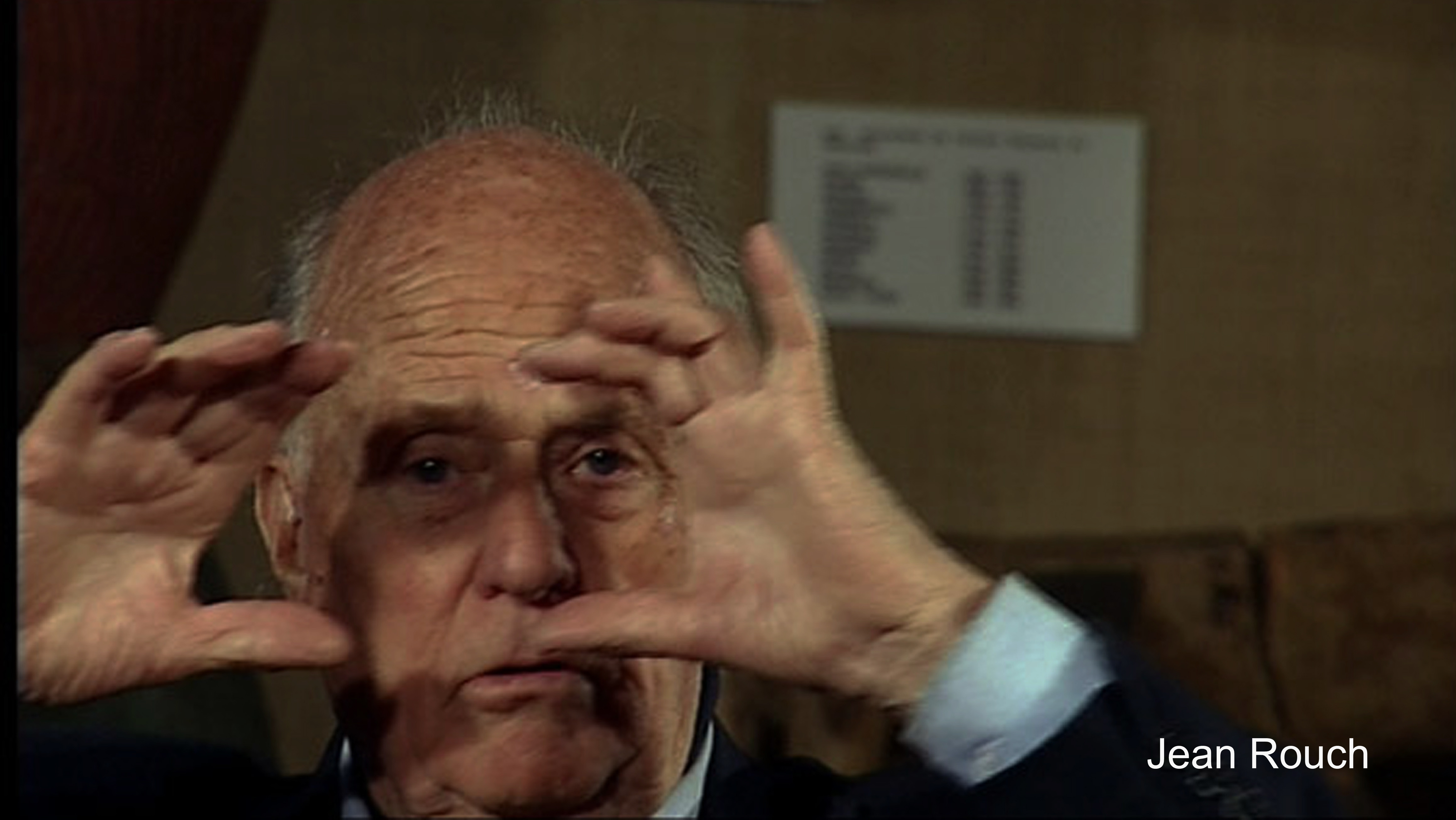
Jean Rouch no filme Paroles

## Outras docuficções históricas
- 1931 - Tabu de F. W. Murnau e Robert Flaherty (EUA)
- 1934 - O Homem e o Mar Homem de Aran de Robert Flaherty (EUA)
- 1945 - Ala Arriba de Leitão de Barros (Portugal)
- 1948 - História de Louisiana (Louisiana Story) de Robert Flaherty (Itália)
- 1956 - No Bowery de Lionel Rogosin (EUA)
- 1958 - Me, a Black de Jean Rouch (França)
- 1959 - Terra Mãe de Roberto Rossellini, 2007 (Itália)
- 1961 - A Pirâmide Humana  de Jean Rouch (França)
- 1964 - Belarmino de Fernando Lopes (Portugal)
- 1967 - O Diário de David Holzman de Jim McBride (EUA)
- 1967 - Jaguar de Jean Rouch (França)
- 1973 - Trevico-Torino, viagem no Fiat-Nam de Ettore Scola (Itália)
- 1974 - Mandantes Les Ordres de Michel Brault (Canadá)
- 1976 - Mau Tempo, Marés e Mudança, de Ricardo Costa (Portugal)
- 1976 - Gente da Praia da Vieira de António Campos (Portugal)
- 1976 - Trás-os-Montes de António Reis e Margarida Cordeiro (Portugal)
- 1979 - O Pão e o Vinho de Ricardo Costa (Portugal)
- 1982 - Ana de António Reis e Margarida Cordeiro (Portugal)
- 1982 - Depois da machadada de Sturla Gunnarsson (Canadá)
- 1990 - Estranhos em boa companhia de Cynthia Scott (Canadá)
- 1991 - Como Alguém Apaixonado de Abbas Kiarostami (Irão)
- 2000 - No Quarto de Vanda de Pedro Costa (Portugal)
- 2002 - Dez de Abbas Kiarostami (Irão)
- 2006 - Juventude em Marcha de Pedro Costa (Portugal)
- 2008 - Aquele Querido Mês de Agosto de Miguel Gomes (Portugal)
- 2009 - Na Boca do Lobo de Pietro Marcello (Itália)
- 2013 - Cortina Fechada de Jafar Panahi e Kambuzia Partovi (Irão)
- 2015 - Taxi de Jafar Panahi (Irão)
- 2016 - Derivas de Ricardo Costa (Portugal)

## A docuficção em Portugal
A docuficção é pela primeira vez praticada em Portugal em 1930, como etnoficção, por Leitão de Barros : Maria do Mar, seguida de Ala Arriba (1945). A partir da década de sessenta começa a ser explorada por realizadores como Manoel de Oliveira (O Acto da Primavera - 1963), seguido por Fernando Lopes (Belarmino - 1964) e por António Campos (Gente da Praia da Vieira), Ricardo Costa (Mau Tempo, Marés e Mudança), António Reis (Trás-os-Montes), Fernando Lopes (Nós por Cá Todos Bem), quatro docuficções de 1976, e depois por Pedro Costa (Ossos) . Outros surgirão.

### Docuficções portuguesas recentes
- 2000 - No Quarto da Vanda de Pedro Costa
- 2003 - Brumas de  Ricardo Costa
- 2006 - Juventude em Marcha de Pedro Costa
- 2008 - Aquele Querido Mês de Agosto de Miguel Gomes
- 2016 - Derivas de Ricardo Costa

## O híbrido na docuficção
Representações de grupos étnicos tornaram-se prática corrente desde que Flaherty filmou Nanook, o Esquimó em 1922 e desde que, por influência sua, Jean Rouch se tornou o pioneiro da etnoficção (fr ethnofiction) com a longa-metragem Eu, um Negro (fr Moi, un noir)  (1958, antecipando a Nova Vaga) e inventando novo género na antropologia visual. O termo etnoficção foi por ele adoptado nas sessões que regularmente tinha no Museu do Homem, em Paris, nos finais da década de 1990  com Germaine Dieterlen  e Brice Ahounou , assistente de longa data de Rouch , na época em que o filme Palavras - entrevistas com Jean Rouch, de Ricardo Costa - foi feito (1998). O uso do termo  etnoficção foi sugerido numa dessas sessões por Ahounou e aceite por Rouch e Dieterlen.
Depois disso, o conceito de etnoficção (etnografia + ficção) ultrapassaria a prática científica e, por analogia, daria origem a uma designação mais ampla (docuficção: documentário + ficção) na qual seria integrada enquanto subgénero. Tal designação seria então usada pata classificar filmes que cedo emergiram em diversos países, por influência directa de Flaherty ou, indirectamente, por semelhança ocasional, em ambos os casos sem correlação alguma e com diferenças significativas nas formas e conteúdos. Por um lado, a sua natureza híbrida tornou-se um dos critérios que juntaram documentário e ficção num conceito único. Por outro lado, pessoas representando o seu papel na vida real é outro que lhe dá fundamento. Estas duas exigências estão intimamente associadas a outras duas na prática da docuficção: 1. ética e estética, i.e., fidelidade à verdade e ao real, 2. significantes e conotações, i.e., formas de expressão reproduzindo factos de um modo ilustrativo ou alusivo, desvelando facetas da vida humana.

Nose art do Grande Artista.

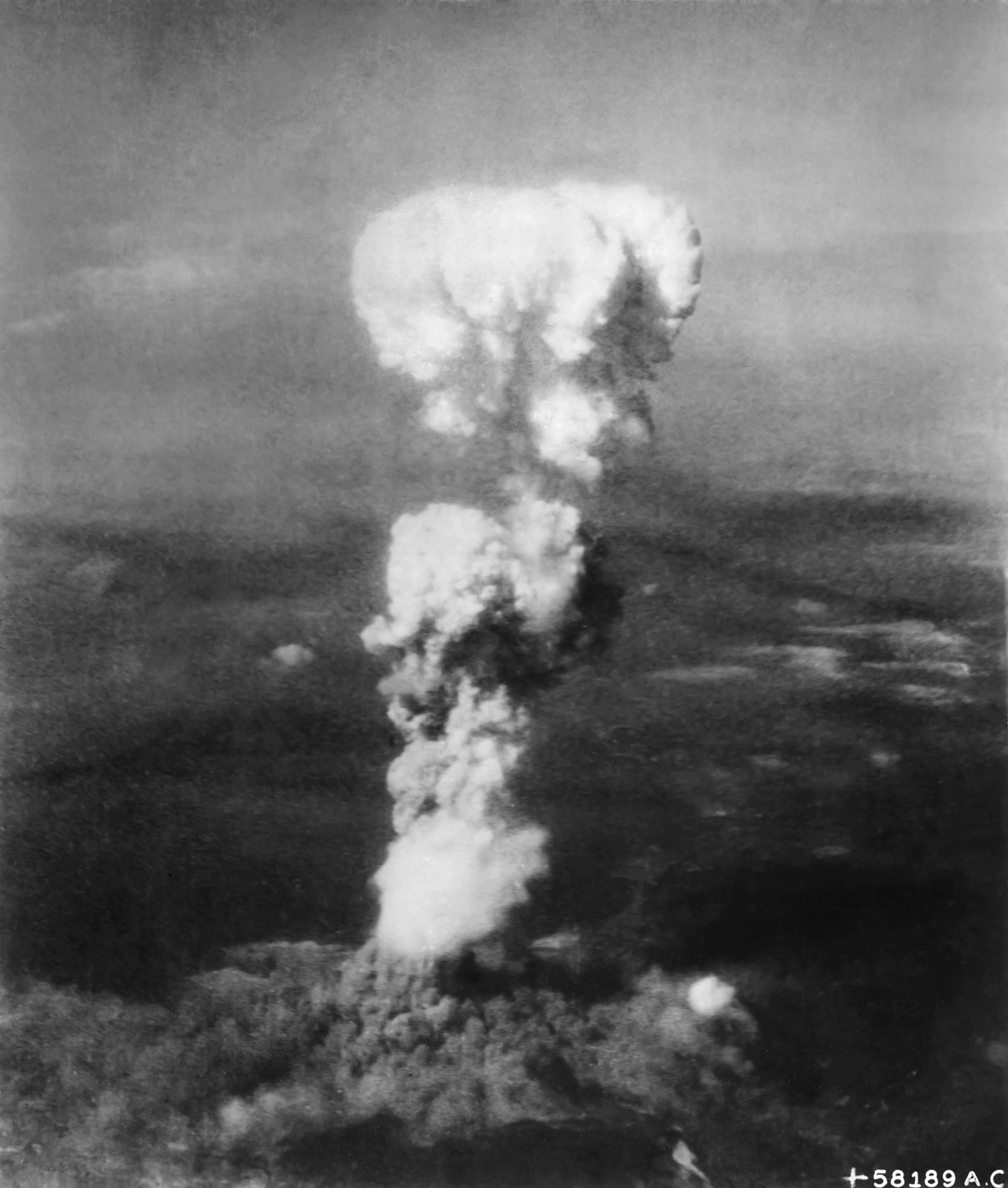
A bomba atómica expoldindo em Hiroshima

## Docuficção extrema
Pela primeira vez na História (e na da própria docuficção também), correram mal as coisas com os Filhos de Hiroshima  (1952), os sobreviventes de uma colossal tragédia, uma história de vingança protagonizada pelo Grande Artista e pelo Mal Necessário: os primeiros lançamentos da bomba atómica, uma história de explosões tremendas, que implodiram em efeitos catárticos, em imagens de grande beleza, a preto e branco. Vendo tal coisa, uma pessoa terá de submeter-se a esta exigência extrema: É coisa que não pode acontecer!.
Na arte do cinema, semelhantes histórias seriam contadas, forçosamente em estilo diferente e em diferente escala, gerando menos pathos e um entendimento menos agudo de realidades contemporâneas. Até onde poderão ir? Em que medida certas vaidades de autor ferem os espectadores? Será que esta moda perversa terá futuro? Não há muitos filmes destes. Serão muitos os que se seguem? Será que se adaptam às definições modernas? Ilustração e alusão  ("recording" and "interpretation")  são polos opostos em diferentes modos de capturar o real, quer no cinema quer em qualquer outra forma de expressão artística. As técnicas de ilustração são objectivas e implicam fidelidade àquilo que é representado: o representante, o significante. A alusão representa matéria subjectiva.

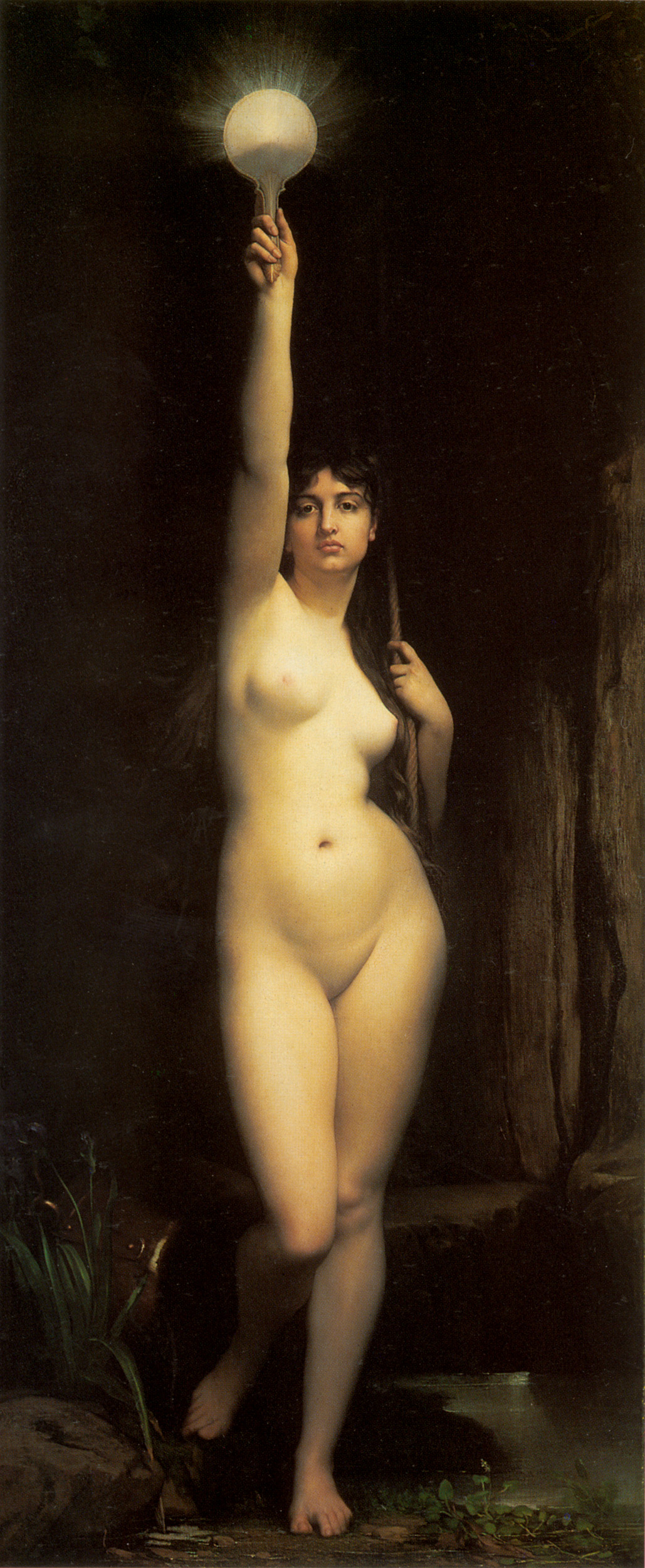
La Vérité (A Verdade) segundo Jules Lefebvre

Robert Flaherty ilustrava as realidades que filmava com estética apelativa  que sensibilizava a América, um público ingénuo sedento de paisagens sedutoras. Dava a ver aos desafortunados da  sua terra nativos exóticos, belos e nobres selvagens de países longínquos. Filmava imagens fortes, concebidas para agradar a um público vasto e a produtores gananciosos. Também seduzido por tais encantos Jean Rouch, cientista bem mais que qualquer outra coisa, é um dos que se atreveram a ir sempre mais longe em tentativas extremas.
Usando lentes ‘neutras’ (numa perspetiva ingénua) e um sentido poético bastante pessoal, Rouch foi filmar negros em países misteriosos da África com a nobre intenção de descobrir quem eles são e aquilo que representam. Sujeitou-se ao confronto em duas frentes: reduzindo a estética a imagens sem pretensão e a ética a princípios rigorosos, indispensáveis para desvelar a verdade. De diversos países, há quem faça o mesmo. Por razões fortes, há quem ouse ultrapassar certos limites que melhor fariam em não transpor, transformando o documentário em ficção irredutível, em fantasia sem retorno: As Mil e Uma Noites e do lado oposto, no seu extremo, Cavalo Dinheiro (origem: Portugal). Outros aventureiros, em circunstâncias idênticas, usando astúcias subtis, pisam a linha vermelha sem se escaldar: Taxi (2015) (origem: Irão), Derivas (origem: Portugal), isto é, (autobiografias, retratos urbanos, filmes sem dinheiro, metafilmes, cinema no extremo). Tendências opostas terão lugar nos dias que nos esperam. Realidades mutantes farão com que eles difiram.. Fala-se nos dias de hoje de um «realismo de vanduarda» (Avant-Garde Realism). Diz-se que «Hoje o real tornou-se a nova vanguarda. Se a vanguarda de ontem constituía um homicídio do real, a de hoje ressuscita a anarquia do real e o triunfo do cinema total.» .

## Definições

### docudrama
- Compact Oxford English Dictionary:  «um filme dramatizado baseado em eventos reais e incorporando aspectos de documentário».
- Cambridge Advanced Learner's Dictionary: «um programa de televisão cuja história se baseia num evento ou situação que realmente aconteceu, embora não pretenda ser fiel em todos os detalhes»
- Wikitionary: «Um tipo de drama (um filme, espectáculo de televisão, uma peça de teatro) que combina elementos de documentário e drama, mostrando até certo ponto eventos reais e até certo ponto usando actores representando recriações e acontecimentos documentados».
- American Heritage: «Uma dramatização televisiva ou cinematográfica de uma situação baseada em factos».
- Rhymezone: «um filme ou programa de televisão apresentando factos sobre uma pessoa ou acontecimento»